# Duke Kahanamoku
Duke Paoa Kahinu Mokoe Hulikohola Kahanamoku, conegut com a Duke Kahanamoku, (Honolulu, Estats Units 1890 - íd. 1968) fou un nedador i waterpolista nord-americà guanyador de cinc medalles olímpiques. És considerat l'inventor del surf modern.
També va ser un actor, advocat, jugador de voleibol de platja, i home de negocis.

## Biografia
Va néixer el 24 d'agost de 1890 a la ciutat de Honolulu, població situada a l'illa d'Oahu a l'estat de Hawaii. El seu pare va rebre el nom de "Duke" en honor de la visita que Alfred del Regne Unit, duc d'Edimburg, va fer a l'illa el 1869, un nom que ell també va rebre. És germà del també nedador i medallista olímpic Samuel Kahanamoku.
Va morir a la seva residència de Honolulu el 22 de gener de 1968, a l'edat de 77 anys.

## Carrera esportiva

### Natació
Va participar, als 21 anys, en els Jocs Olímpics d'Estiu de 1912 celebrats a Estocolm (Suècia), on va aconseguir guanyar la medalla d'or en la prova dels 100 metres lliures i la medalla de plata en la prova dels relleus 4x200 metres lliures. En els Jocs Olímpics d'Estiu de 1920 realitzats a Anvers (Bèlgica) aconseguí revalidar el seu títol en la prova dels 100 metres lliures i guanyà el títol en la prova de relleus 4x200 metres lliures, establint un nou rècord mundial. En els Jocs Olímpics d'Estiu de 1924 realitzats a París (França), la seva última participació olímpica, aconseguí guanyar la medalla de plata en la prova dels 100 metres lliures.

### Waterpolo
En els Jocs Olímpics d'Estiu de 1920 realitzats a Anvers (Bèlgica) participà en la competició masculina de waterpolo, finalitzant en sisena posició.

### Surf
En retirar-se de la competició activa Kahanamoku va viatjar arreu del món per promocionar el surf, en especial al territori continental dels Estats Units i a Austràlia, realitzant diverses exhibicions d'aquest esport tradicional de Hawaii.

## Hollywood
Participà en diverses produccions cinematogràfiques de Hollywood aprofitant el seu renom com a nadador, col·laborant amb directors com Leo McCarey, Victor Fleming, John Ford i Mervyn LeRoy.
| Any  | Pel·lícula                              | Paper                               |
| ---- | --------------------------------------- | ----------------------------------- |
| 1925 | Adventure                               | Noah Noa                            |
| 1925 | The Pony Express                        | Cap indi                            |
| 1925 | No Father to Guide Him                  | Socorrista                          |
| 1925 | Lord Jim                                | Tamb Itam                           |
| 1926 | Old Ironsides                           | Capità pirata                       |
| 1927 | Hula                                    | Noi hawaià                          |
| 1927 | Isle of Sunken Gold                     | Devil-Ape                           |
| 1928 | Woman Wise                              | Guarda                              |
| 1929 | The Rescue                              | Jaffir                              |
| 1929 | Where East Is East                      | Wild Animal Trapper                 |
| 1930 | Girl of the Port                        | Kalita                              |
| 1930 | Isle of Escape                          | Manua                               |
| 1931 | Around the World with Douglas Fairbanks | Ell mateix                          |
| 1931 | The Black Camel                         | Instructor de surf al minut 0:01:36 |
| 1948 | Wake of the Red Witch                   | Ua Nuke                             |
| 1955 | Mister Roberts                          | Cap indígena (és Duke Kahanamoko)   |
| 1957 | This Is Your Life                       | Ell mateix                          |
| 1967 | Free and Easy                           | Ell mateix                          |
| 1967 | Surfari                                 | Ell mateix                          |